# 김대환 (축구인)
김대환(한국 한자: 金大桓, 1976년 1월 1일 ~ )은 대한민국의 전 축구 선수이자 현 지도자이다.

## 선수 생활

### 2012 시즌
2011년을 끝으로 선수에서 은퇴하며 수원 삼성 블루윙즈의 골키퍼 코치로 지도자 생활에 전념하였다. 그러나 2012년 하계 올림픽으로 인해 수원의 주전 골키퍼인 정성룡이 차출되어 이를 메우기 위해 다시 선수로 복귀하고 양동원과 권태안의 서브 골키퍼로 2012 시즌 후반기부터 뛰었다. 이는 임시방편이기 때문에 한시적으로 복귀한 것으로 김대환의 선수로서의 마지막 시즌이다.